# Безсергенєвське сільське поселення
Безсергенєвське сільське поселення — муніципальне утворення в Октябрському районі Ростовської області Росія.
Адміністративний центр поселення — станиця Безсергенєвська.
Населення — 5151 особа (2010 рік).
Безсергенєвське сільське поселення розташовано на півдні Октябрського району у долині річки Аксай (Заплавська й Безсергенєвська) та Дону (Калінін).

## Адміністративний устрій
До складу Безсергенєвського сільського поселення входять:
- станиця Безсергенєвська — 2091 особа (2010 рік);
- станиця Заплавська — 2658 осіб (2010 рік);
- хутір Калінін — 402 особи (2010 рік);.